# Урук-гай
Урук-гай або Уруки (мн. англ. Uruk-hai, походить від слова «урук» (англ. Uruk)) — раса у легендаріумі Джона Роналда Руела Толкіна, особливо велика різновидність орків.
Крістофер Толкін описує Урука (англ. Uruk) як переклад на англійську мову слова урук-гай (англ. Uruk-hai), а його батько, Дж. Р. Р. Толкін, неодноразово і взаємозамінно використовував обидва цих слова. Урук-хай буквально означає «народ орків», проте це слово було закріплено для позначення великих орків-воїнів Мордора і Ізенґарда (в той час, як інше слово оркського походження — Снаґа («раб») — застосовувалося до всіх інших орків).

## Історія виникнення
Перша згадка про уруків сягає 2475 року Третьої Епохи, коли полчища чорних уруків виступили з Мордора і розгромили Ітілієн, а також штурмом взяли Осґіліат. Ближче до Війни Кільця Боромир, син намісника Ґондора Денетора II, вщент розбив уруків і повернув Ітілієн, але Осґіліат уже лежав у руїнах, а його гордість — кам'яний міст — був знищений.
Отже, згідно із записами Толкіна, уруки — це творіння Саурона, а не Сарумана (як сказано вище, повідомлення про уруків Мордора датується 2475 роком: Саруман поселяється в Ізенґарді у 2759 році, а уруки, слуги Сарумана, з'являються тільки після 2990 року, тим більше, що перша згадка про його «генетичні досліди» датується приблизно 3000 роком).
Слід розрізняти уруків Саурона і Сарумана. Уруки Саурона описуються як великі орки, зростом майже з людину, з темною шкірою. Будь-яких інших особливостей не наводиться. Швидше за все, Саурон вивів своїх уруків методом селекції — відбираючи найбільших і найсильніших орків. Уруки Сарумана значно відрізняються зовнішнім виглядом — з усіх орків вони найбільше схожі на людей, крім того, воліють користуватися людською зброєю. Судячи з натяків у тексті, Саруман схрестив звичайних орків із людьми й назвав їх уруками в наслідуванні Саурону. Говориться про те, що Саруман міг знайти стародавні манускрипти, в яких згадувалося, що в Першу Епоху слуги Морґота намагалися проводити експерименти зі схрещування людей і орків.

## Особливості зовнішності і страх світла
Варто зазначити, що попри постійно згадувану в текстах потворність орків, мабуть, зовні вони не так сильно відрізнялися від людей, ельфів і гобітів: ент Фанґорн спочатку плутає гобітів з дрібними орками; орки, що маршують у військовий табір в Мордор, приймають Фродо і Сема за своїх солдатів; Фінрод Фелаґунд маскує себе, Берена і декількох ельфів під орків, і ніхто не може помітити підміну.
У кінотрилогії Пітера Джексона уруки — різновид орків, виведений магом із числа Істар — Саруманом Білим і поліпшений за допомогою його магії. Вони суттєво перевершували зростом звичайних орків, навіть найвищих із них, мали величезну силу і витривалість, зовсім не боялися сонця. Більш того, уруки Сарумана були не тільки войовничими і не відступали перед ворогом, але й абсолютно щиро, а не зі страху (як звичайні орки), були віддані своєму панові.
Уруки, як і інше творіння Саурона — олог-гай (різновид тролів, які не бояться сонця), очевидно, були виведені Сауроном з метою створення породи орків, які не бояться сонця (про це йдеться у фільмах).

## Зброя та військовий поділ
Варто відзначити, що при створенні армії уруків Саруман, очевидно, ввів якісь стандарти щодо спорядження та озброєння своїх солдатів. У фільмах можна помітити, що їх обладунки зроблені приблизно по одному зразку, те ж стосується і озброєння: це в основному довгі списи, прямі широкі палаші і міцні щити. До того ж в армії Сарумана помітні перші ознаки поділу на роди військ:
- звичайна піхота
- кавалерія (орки-розвідники верхи на варґах)
- лучники
- важкі стрільці (займалися веденням вогню з облогових знарядь)
- бомбардири (саме вони закладали порохові заряди в водостік під фортечною стіною Хельмової Паді)
- берсерки (або штурмовики) — при штурмах стін, наприклад, вони підіймалися на них першими й своїми довгими, важкими мечами «розчищали» простір для бійців, що йшли слідом.

Всього цього не було в армії Саурона; напевно, у всій його армії не можна знайти двох орків, озброєних і споряджених однаково. З іншого боку, у Саурона теж була кавалерія — орки верхи на варґах і легіонери-гарадрими на бойових слонах, — а також своя версія важкої піхоти — тролі, закуті в потужні лати і озброєні бойовими молотами.

## Участь у Війні Кільця
Творіння Сарумана були названі «напіворками» і «орколюдами», і крім бою за Хельмову Падь та Ортханк, згадуються на початку подорожі четвірки гобітів у Пригір'я. Крім того, уруки і напіворки з'являються як два різні народи під час битви на Ізенських Бродах.
Детального опису зовнішності уруків не наводиться, відомо лише, що у них була шкіра чорного кольору (що відбилося в їх назві «чорні Уруки»).